# Cantó de Saint-Valery-en-Caux
El cantó de Saint-Valery-en-Caux és un cantó francès del departament del Sena Marítim, situat al districte de Dieppe. Té 14 municipis i el cap és Saint-Valery-en-Caux.

## Municipis
- Blosseville
- Cailleville
- Drosay
- Gueutteville-les-Grès
- Ingouville
- Manneville-ès-Plains
- Le Mesnil-Durdent
- Néville
- Pleine-Sève
- Sainte-Colombe
- Saint-Riquier-ès-Plains
- Saint-Sylvain
- Saint-Valery-en-Caux
- Veules-les-Roses

## Història
| Data d'elecció                           | Identitat       | Partit          | Qualitat |
| ---------------------------------------- | --------------- | --------------- | -------- |
| 1945-1955                                | M. Cherfils     | Radical         |          |
| 1955-2004                                | Jacques Couture | RI, després UDF |          |
| 2004-                                    | Jacky Héloury   | PS              |          |
| les dades anteriors no són pas conegudes |                 |                 |          |
|                                          |                 |                 |          |

## Demografia
| A partir de 1990: Població sense dobles comptes |